# Thorey-sous-Charny
Thorey-sous-Charny is een gemeente in het Franse departement Côte-d'Or (regio Bourgogne-Franche-Comté) en telt 153 inwoners (1999). De plaats maakt deel uit van het arrondissement Montbard.

## Geografie
De oppervlakte van Thorey-sous-Charny bedraagt 11,2 km², de bevolkingsdichtheid is 13,7 inwoners per km².
De onderstaande kaart toont de ligging van Thorey-sous-Charny met de belangrijkste infrastructuur en aangrenzende gemeenten.

## Demografie
Onderstaande figuur toont het verloop van het inwonertal (bron: INSEE-tellingen).